# Базилика Святой Анны (Иерусалим)
Базилика Святой Анны — католическая церковь в честь святой праведной Анны, построенная, согласно католическому преданию, на месте дома праведных Иоакима и Анны, где родилась Дева Мария. Расположена в Мусульманском квартале Старого города Иерусалима, непосредственно около Вифезды.
В крипте храма находятся древние помещения, которые предание связывает с Рождеством Богородицы.

## История
Церковь была сооружена во времена крестоносцев, в 1142 году, при поддержке королевы Мелисенды. После изгнания в 1187 году крестоносцев из Иерусалима Салах ад-Дин превратил её в 1192 году в медресе, благодаря чему она сохранилась. В 1856 году турецкий султан Абдул Меджид подарил церковь Наполеону III в знак благодарности за оказанную поддержку в Крымской войне. В 1878 году церковь была передана Белым отцам, под управлением французского консульства. Архитектор М. Маус отреставрировал базилику и восстановил стиль эпохи крестоносцев.

## Галерея

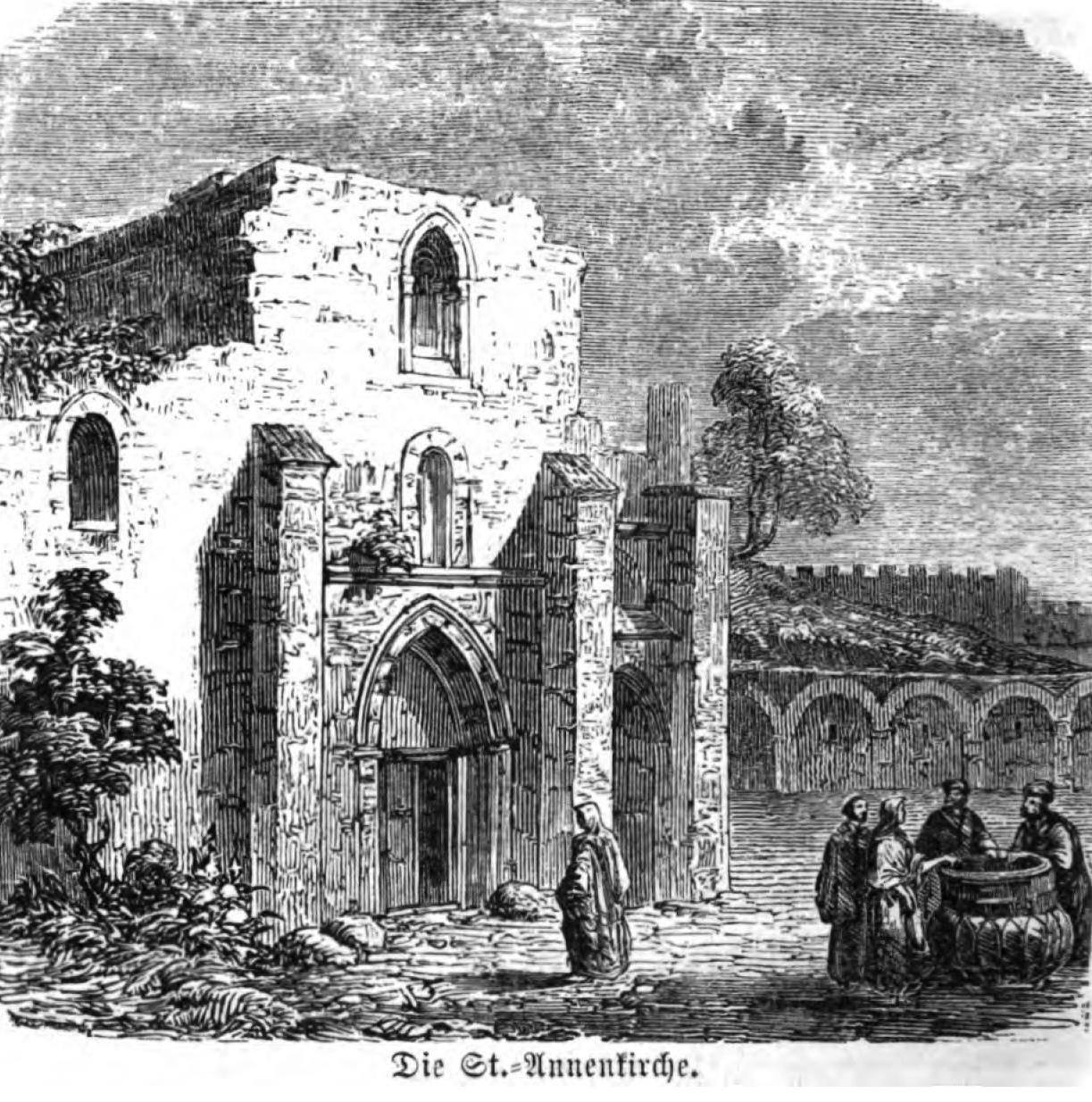
1862, Philipp Wolff.
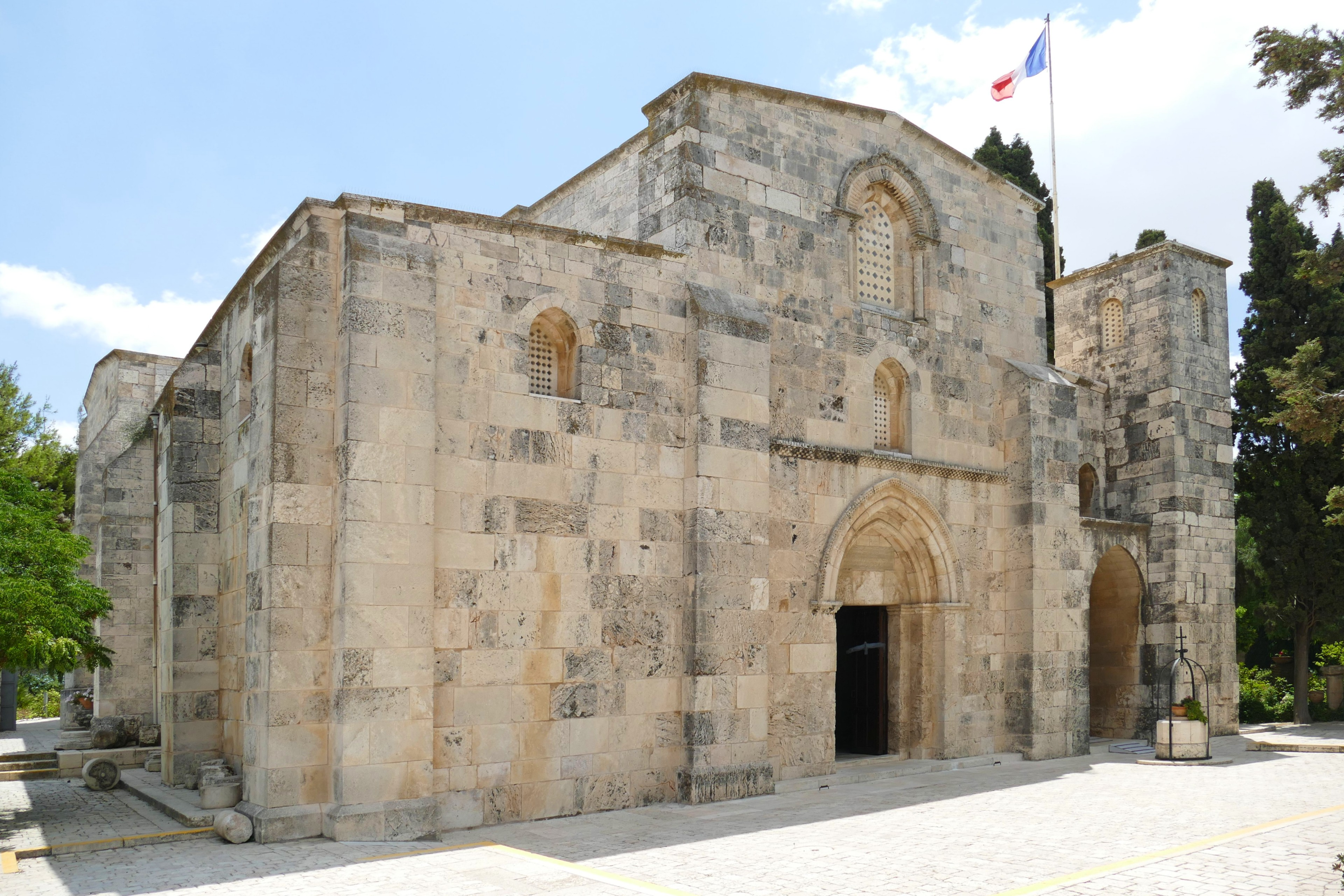
Фасад.
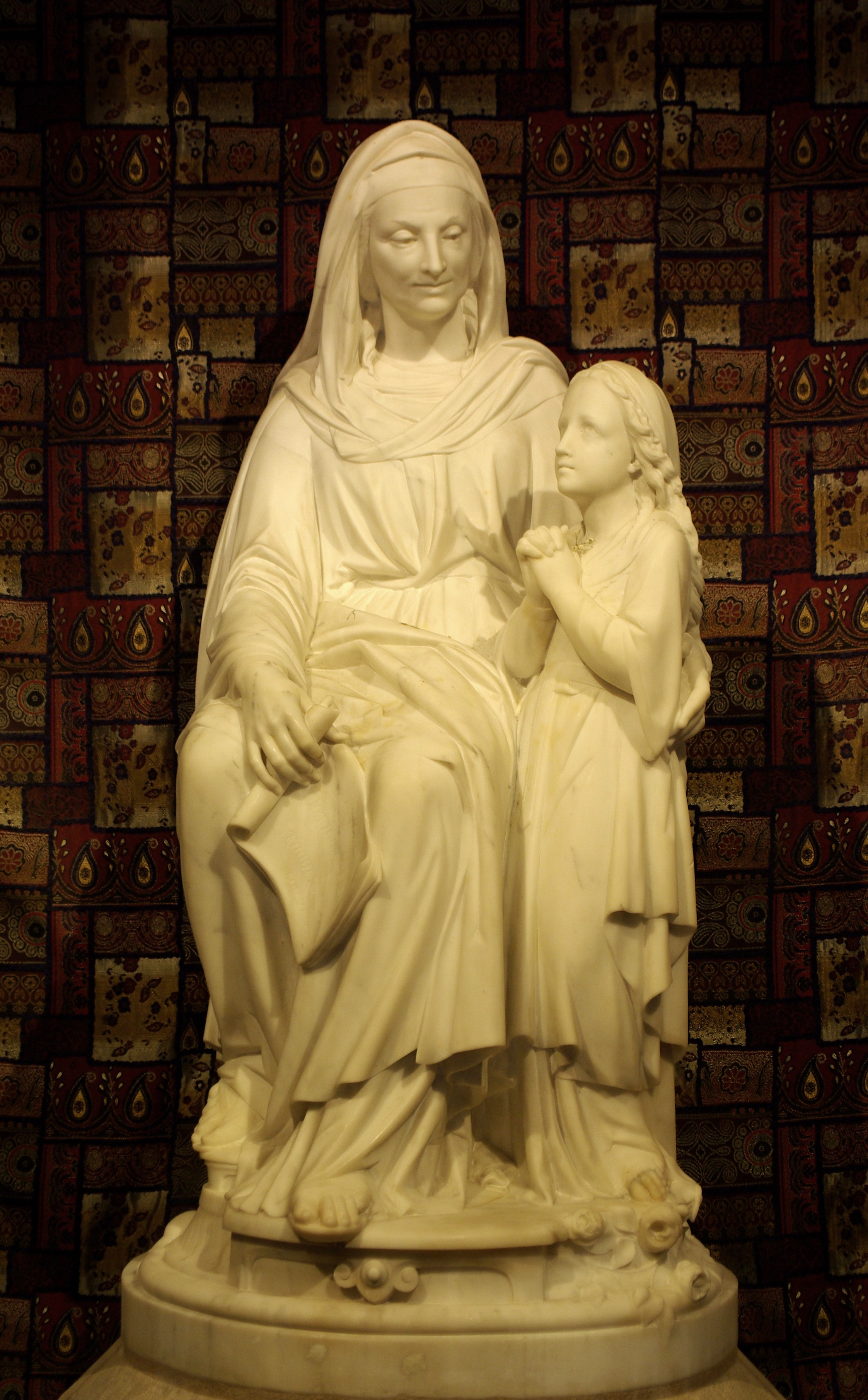
Праведная Анна и Дева Мария.
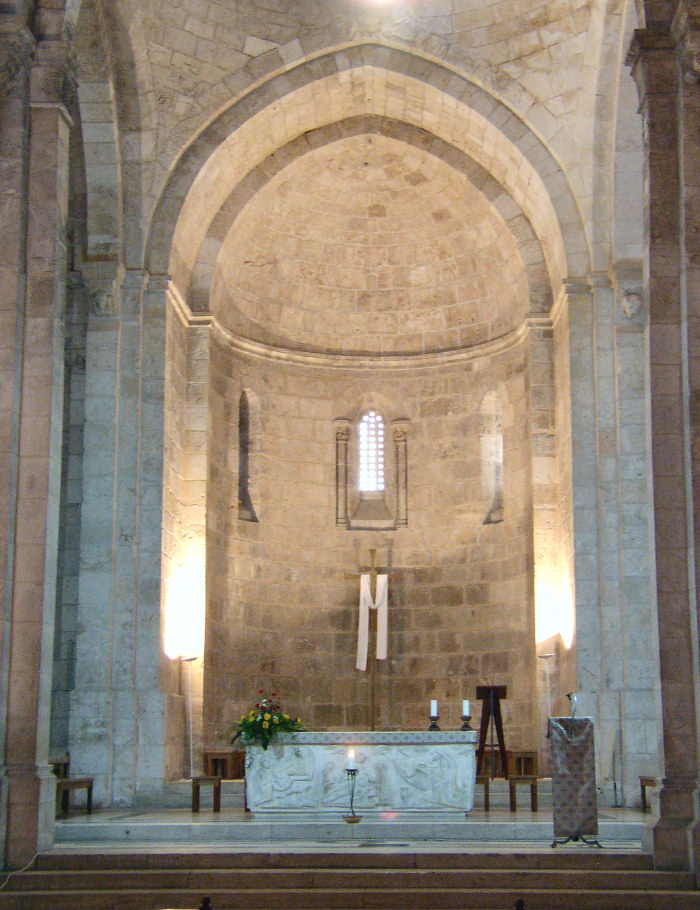
Центральная апсида и алтарь.
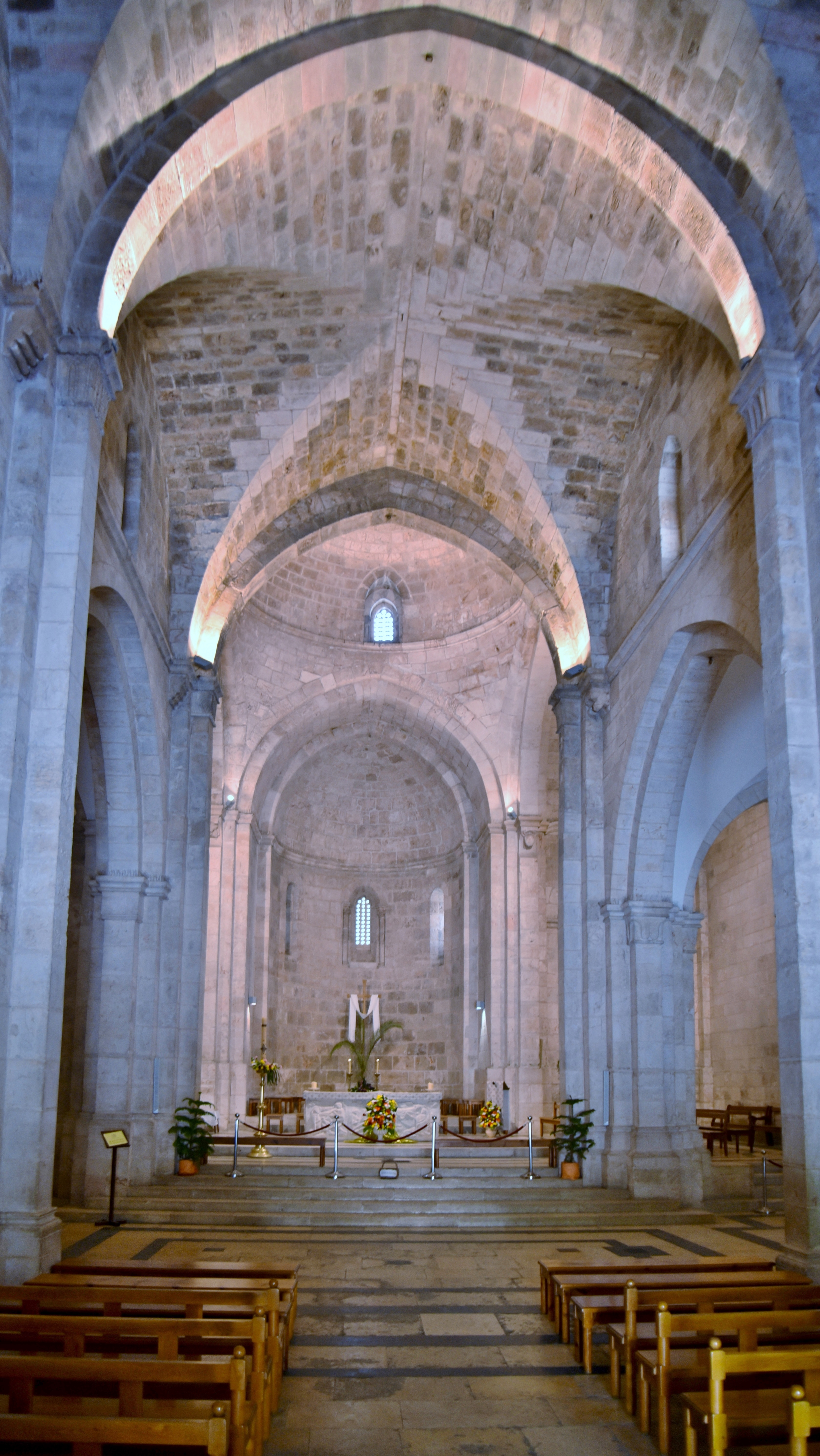
Центральный неф.